# Karl Kinch (ishockeyspelare)
Karl Lars Vilhelm Kinch, född 25 september 1987 i Danderyd, är en svensk före detta professionell ishockeyspelare (back). Säsongen 2007/2008 spelade han 1 match för AIK i Hockeyallsvenskan, och 4 matcher för Skå IK i Division 1.
Mellan åren 2008 och 2024 spelade Karl Kinch för Lidingö Vikings, i både Division 2 och Division 3.
Karl Kinch är son till sportkommentatorn Lasse Kinch (född 1943), samt sonson till skådespelaren och operettsångaren Karl Kinch (1892-1981).